# Claudia Woods
Claudia Woods (São Paulo, 1974) é uma empresária brasileira. Formou-se em economia nos Estados Unidos e obteve seu mestrado em marketing pela Universidade Federal do Rio de Janeiro (UFRJ). A atual CEO da Uber no Brasil assumiu o cargo em fevereiro de 2019 e já ocupou posições de alto escalão trabalhando com plataformas digitais em diversas empresas ao longo de sua carreira, como na L'Oréal. Além disso, é muito reconhecida pelos seus trabalhos no Banco Original, instituição financeira conhecida por ser o primeiro banco brasileiro 100% digital, e na Webmotors, startup de venda de carros do Grupo Santander.

## Biografia
Claudia Woods nasceu em 1974 na cidade de São Paulo, no Brasil. Filha de uma professora brasileira e de um bancário norte-americano, morou no Brasil durante sua infância, mas passou sua juventude e o início de sua vida adulta nos Estados Unidos. Até aos 11 anos, morou no Rio de Janeiro, quando se mudou para os Estados Unidos por conta do trabalho de seu pai. No que diz respeito à sua trajetória acadêmica, Woods se formou em economia pela Bowdoin College no ano de 1997, nos Estados Unidos, tendo obtido seu mestrado em marketing pela Universidade Federal do Rio de Janeiro em 2005, e seu certificado em negócios pela Universidade de Harvard no ano de 2006.
Quanto à sua trajetória profissional, mesmo um ano antes de se formar ela foi contratada pela Kaiser Associates, empresa estadunidense de consultoria, chegando a ocupar o cargo de sênior em negócios na instituição, na qual trabalhou até 1999. Entre os anos 2000 e 2004, ocupou o cargo de gerente de marketing sênior na iBest. Entre dezembro de 2005 e agosto de 2010, Woods ocupou o cargo de gerente de marketing da Predicta, empresa voltada pra o mercado digital. Ainda no ano de 2010, Woods se tornou CMO da Clickon - site de compras coletivas - na América Latina, empresa na qual trabalhou por pouco mais de 1 ano. Em 2014, ocupou o cargo de diretora de Marketing e Negócios da Walmart Brasil até o final do ano, quando foi chamada para trabalhar no Banco Original. Durante dois anos, ela foi Superintendente Executiva de Canais e Marketing da instituição, onde participou do primeiro e bem-sucedido projeto de abertura de contas online no Brasil. Em fevereiro de 2017, passou a ser diretora do grupo. Em maio de 2018, Woods assumiu a posição de CEO na Webmotors, área do Grupo Santander voltada ao e-commerce de automóveis, na qual lançou o aplicativo pioneiro na área designado Autopago. Menos de um ano depois, em janeiro de 2019, Woods foi confirmada como CEO da Uber, função que assumiu um mês depois de sua confirmação. Na Uber, sua administração tem como marco o lançamento, em outubro de 2019, de um programa em parceria com a Rede Mulher Empreendedora denominado "Elas na Direção", que visa ao aumento do número de motoristas mulheres na plataforma.